# Manuel Jabois
Manuel Jabois Sueiro (Sangenjo, Pontevedra, 30 de julio de 1978) es un periodista y escritor español.

## Biografía
Procedente de una familia vinculada al pequeño negocio hostelero y turístico, Manuel Jabois se considera hijo del desarrollismo en España. Nacido en Sangenjo (Pontevedra) en 1978, Jabois inició, a finales de 1998, su relación con el periodismo, mientras estudiaba filología hispánica en Santiago de Compostela, ejerciendo como corresponsal en su localidad del Diario de Pontevedra. A pesar de comenzar varias carreras de Letras, no terminó ninguna. En 2003 ganó el XXIV Premio Nacional de Periodismo Julio Camba.
Durante su carrera profesional ha colaborado con los periódicos El Progreso, De luns a venres, El Mundo y Diario de Pontevedra, la revista de humor Retranca, la cadena de radio Onda Cero y la revista cultural digital Jot Down.
En enero de 2015, después de pasar unos años colaborando con el diario El Mundo (donde había llegado gracias a su director, Pedro J. Ramírez), pasó a escribir en el diario El País.
Íñigo F. Lomana escribió un artículo donde criticaba a articulistas como Manuel Jabois, Arturo Pérez Reverte, Antonio Lucas o Juan Tallón por practicar el estilo cipotudo, «que vive a caballo entre la taberna y la biblioteca y ha desarrollado un mecanismo expresivo que combina viriles coloquialismos con una pirotecnia lírica» etiquetándolos como «neocolumnismo de extremo centro». Años atrás ya fue señalada esa equidistancia por autores como Ernesto Castro, quien, aludiendo al «carácter anfibio de Jabois» reflejaba «esa capacidad de cosechar seguidores tanto en FAES como en Lavapiés, [que] puede ilustrarse mencionando simplemente quién edita sus textos».

## Obras
En 2008 publicó su primera novela, A estación violenta, escrita en gallego. En 2011 publicó Irse a Madrid y otras columnas en Pepitas de calabaza, una recopilación de artículos publicados en el Diario de Pontevedra, El Progreso y la revista digital FronteraD, recibido con buenas críticas.
En abril de 2012 publicó un breve ensayo de carácter autobiográfico sobre fútbol, Grupo Salvaje. Fue autor de la letra de la canción que el Real Madrid lanzó en mayo de 2014 para conmemorar la obtención de la Décima Copa de Europa. En 2016 publicó Nos vemos en esta vida o en la otra, un reportaje novelado sobre El Gitanillo, el único menor implicado en la trama de los atentados del 11 de marzo de 2004.
- A estación violenta. Morgante. 2008. ISBN 978-84-936460-1-1.
- Irse a Madrid. Pepitas de Calabaza. 2011. ISBN 978-84-938349-5-1.
- Grupo salvaje. Libros del KO. 2012. ISBN 978-84-939336-5-4.
- Manu. Pepitas de Calabaza. 2013. ISBN 978-84-15862-04-8. XIX Premio Literario Bodegas Olarra & Café Bretón
- Nos vemos en esta vida o en la otra. Planeta. 2016. ISBN 978-84-08-14751-0.[14]
- Malaherba. Alfaguara. 2019. ISBN 978-84-204-3836-8.
- Miss Marte. Alfaguara. 2021. ISBN 978-84-204-5432-0.
- Mirafiori. Alfaguara. 2023. ISBN 978-84-204-6143-4.